# Bibliothek der deutschen Reichsversammlung
Die Bibliothek der deutschen Reichsversammlung (auch: Reichsbibliothek) war die Handbibliothek der Frankfurter Nationalversammlung von 1848/1849, also die Parlamentsbibliothek. Teilweise wurde überlegt, daraus eine Nationalbibliothek aller deutschen Werke zu machen.
Die sechstausend Bände wurden 1853/1855 nach Nürnberg gebracht, wo das Germanische Nationalmuseum sie als Parlamentsbibliothek aufbewahrte. 1938 kamen sie nach Leipzig in die Deutsche Bücherei, wo sie noch heute als eine eigene Sammlung präsentiert werden.

## Gründung und erste Jahre
Die Nationalversammlung selbst schien anfangs keinen Bedarf an einer Parlamentsbibliothek gehabt zu haben. Die Ausschüsse schafften sich benötigte Werke selbst an und hatten dafür auch einen Etat. Publikationen, die über den Petitions-Ausschuss eingingen, wurden an die entsprechenden Ausschüsse verteilt oder zu den Akten eingeordnet.

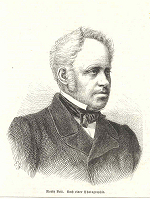
Moritz Veit, Abgeordneter und Buchhändler aus Berlin

Der Verleger Heinrich Wilhelm Hahn d. J. machte der Nationalversammlung das Angebot, dass sie aus seinem Programm Werke aussuchen solle, die sie für eine eigene Handbibliothek gebrauchen könnten. Am 31. August 1848 behandelte die Nationalversammlung das Angebot positiv. Damit beschloss die Nationalversammlung den Aufbau einer Handbibliothek. Die Abgeordneten Moritz Veit und Carl Gustav Schwetschke, selbst Verleger, boten dasselbe wie Hahn an. Gegen Ende Oktober schlug Veit die Gründung einer Reichsbibliothek vor, einer Nationalbibliothek, der alle Verleger von allen ihren Werken ein Exemplar senden sollten. Doch die Nationalversammlung konnte die Verleger nicht verpflichten, die skeptisch blieben, da das Ende der Nationalversammlung abzusehen war. Nur relativ wenige und kleinere Verleger folgten einem Aufruf. Ferner schenkte beispielsweise Belgien, das die deutsche Zentralgewalt anerkannt hatte, viele Werke zum belgischen Parlamentarismus.
Die Bestände der Bibliothek der Deutschen Bundesversammlung (seit 1821) kamen nach 1848 in den Besitz der Nationalversammlung. Es handelte sich um Gesetz- und Regierungsblätter, Gesetzeskommentare, Anordnungen usw. der einzelnen deutschen Gliedstaaten. Sie waren dann die Grundlage für die Handbibliotheken der Frankfurter Reichsministerien.
Angestellter Bibliothekar war der Sinologe Johann Heinrich Plath ab Oktober 1848. Drei Abgeordnete, darunter Karl Bernhardi, bildeten eine Bibliothekskommission. Die Bibliothek wurde auf der Galerie der Paulskirche installiert, beiderseits des Germania-Gemälde. Ein Zettelkatalog (später in fünf Bänden zusammengefasst) teilte die Bestände in 30 Sachgruppen ein, die erste lautete: „Gesetzessammlungen, Verfassungen und Verträge“. In den wenigen Monaten ihrer Existenz brachte die Reichsbibliothek es auf etwa 6000 Bände mit 4500 Titeln. Nach dem Sommer 1849 versuchte Bibliothekar Plath erfolglos, im Alleingang die Bibliothek als Allgemeine Deutsche Nationalbibliothek weiterzuführen.

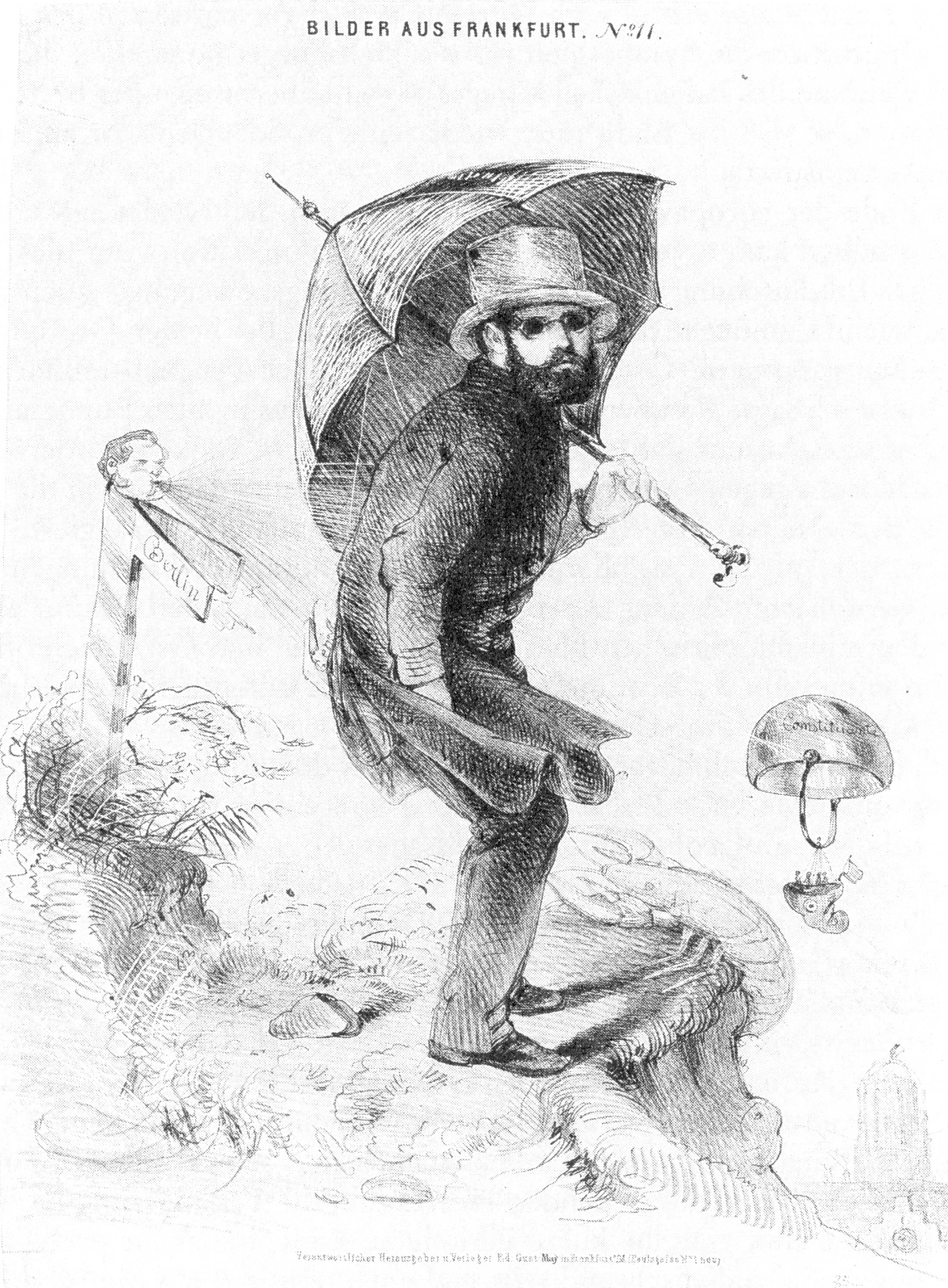
Karikatur auf den Nachlassverwalter der Nationalversammlung, den Abgeordneten Friedrich Siegmund Jucho

Die Reichsbibliothek erscheint nicht in den Memoiren von Parlamentariern und geriet daher nach 1849 in Vergessenheit. Selbst Eduard Simson, Präsident der Nationalversammlung und des Reichstags, nannte sie nicht bei der Errichtung der Reichstagsbibliothek 1871. Der ehemalige Abgeordnete Friedrich Siegmund Jucho hatte nach dem Ende der Nationalversammlung die Vollmacht über die Reichsbibliothek. 1850/1851 verhandelte er mit der Bundeszentralkommission und dem Bundestag, der ablehnte, weil der Deutsche Bund in ihr keine nationale Notwendigkeit sah. Dennoch brachte man die Bände im Dezember 1851 in das Palais Thurn und Taxis, das Bundespalais des Bundestages.

## Germanisches Nationalmuseum Nürnberg
Das 1852 gegründete Germanische Nationalmuseum in Nürnberg wollte selbst eine Nationalbibliothek aufbauen. Es bemühte sie sich im ersten Jahrzehnt intensiv um seine Deutsch-historische Nationalbibliothek, blieb aber abhängig vom Patriotismus der Verleger, Vereine und Privatleute, die ihre Publikationen liefern sollten. Themenschwerpunkt der Nürnberger Bibliothek waren deutsche Geschichte, Kunst und Literatur vom Mittelalter bis 1650.
Im Frühjahr 1853 hatten die Nürnberger aus Frankfurt zehn Bände der Monumenta erhalten; Spender Hahn freute sich darüber. Im September 1854 bat das Nationalmuseum den Bundestag um die übrigen Bestände der Reichsbibliothek, was die Reklamationskommission des Bundestags unterstützte. Schließlich hatten die Spender seinerzeit den Grundstock für eine Nationalbibliothek stiften wollen. Im Januar 1855 beschloss der Bundestag die Übergabe, und im April begann der Umzug nach Nürnberg. Die Bestände blieben weiterhin zusammen als Parlamentsbibliothek, mit Ausnahme einiger Titel, die in die Deutsch-historische Nationalbibliothek aufgenommen wurden.
Die Bände aus Frankfurt gaben dem Aufbau einer Nationalbibliothek in Nürnberg einen wichtigen Impuls. 1863, als schon über sechshundert Verleger sich zur Lieferung verpflichteten, hatte die Bibliothek etwa 40.000 Bände mit 18.600 Titeln. 1870 jedoch orientierte das Nationalmuseum sich um, so dass die Nationalbibliothek nicht mehr zu ihren Aufgaben gehörte. 1938 kam die Parlamentsbibliothek nach Leipzig in die Deutsche Bücherei.

## Deutsche Bücherei Leipzig

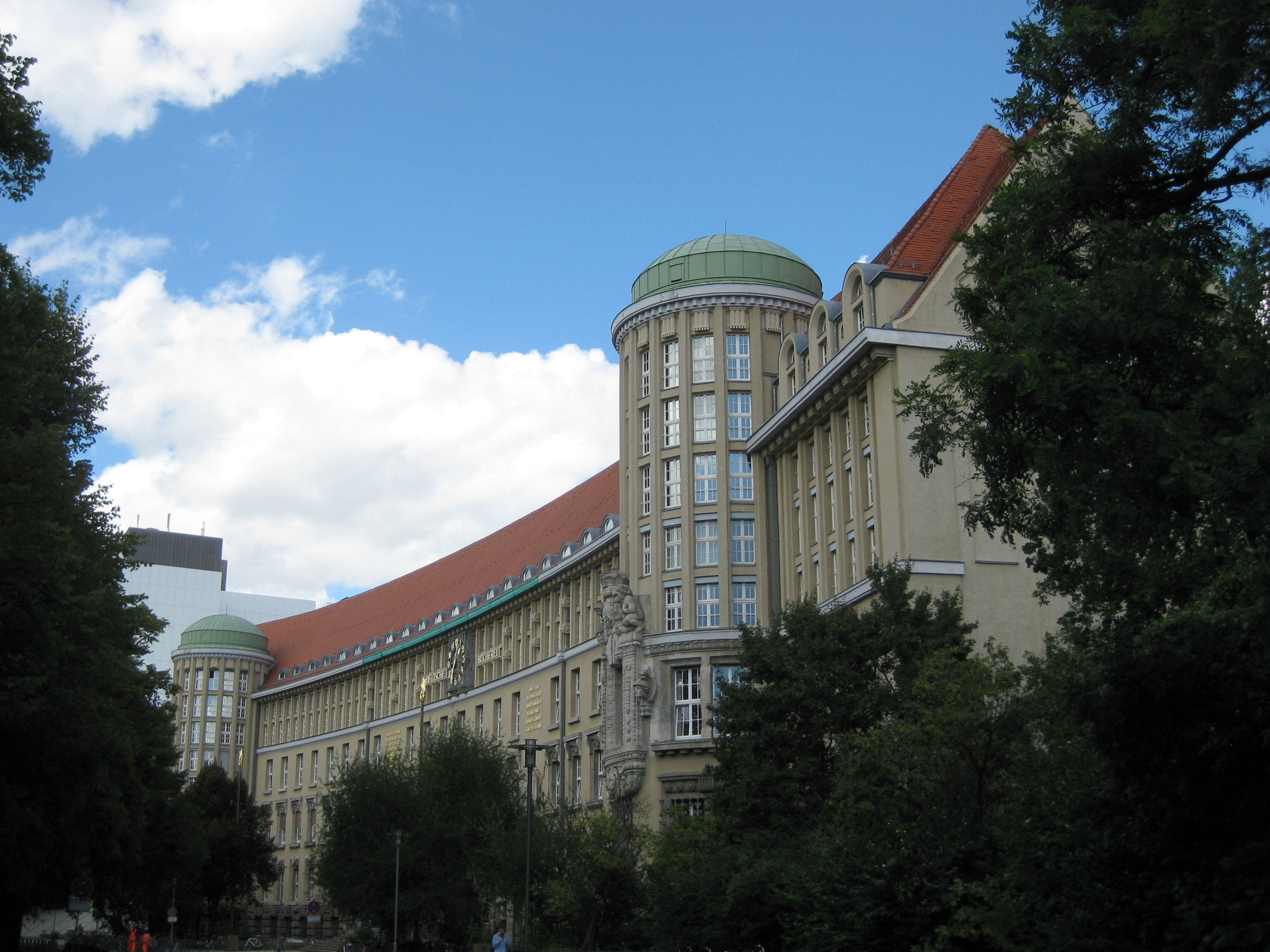
Deutsche Bücherei in Leipzig

Für die 1912/1913 gegründete Leipziger Deutsche Bücherei war die Reichsbibliothek ein Glücksfall, da sie als Verlängerung ihrer eigenen Tradition und als Beispiel für eine private, von Verlegern unterstützte Nationalbibliothek diente. Bei der entsprechenden Feier 1938 zog Albert Paust bewusst eine Parallele zwischen der anfangs großdeutschen Nationalversammlung und dem „Anschluss“ Österreichs in jenem Jahr gezogen; angeblich habe 1848 auch die österreichische Regierung Werke zur Verfügung gestellt. Damals begründete Paust damit den „Mythos Reichsbibliothek“, meint Johannes Jacobi, die in Wirklichkeit als Handbibliothek für das Parlament gedacht war. Den Juden Veit und den Freimaurer Schwetschke erwähnte Paust nicht. Als Reichsbibliothek von 1848 werden die Bestände in Leipzig in einem Sitzungssaal zusammen mit drei Sesseln des Frankfurter Bundestags ausgestellt. Einige wenige Titel sind in Nürnberg verblieben.

## Belege
1. ↑  Johannes Jacobi, Steffi Richter: Bibliothek der Deutschen Reichsversammlung 1848/49 (Reichsbibliothek): Bestandsverzeichnis. Die Deutsche Bibliothek, Leipzig / Frankfurt am Main / Berlin, 1999, S. 7.
2. ↑  Johannes Jacobi, Steffi Richter: Bibliothek der Deutschen Reichsversammlung 1848/49 (Reichsbibliothek): Bestandsverzeichnis. Die Deutsche Bibliothek, Leipzig / Frankfurt am Main / Berlin, 1999, S. 7/8, S. 268.
3. ↑  Johannes Jacobi, Steffi Richter: Bibliothek der Deutschen Reichsversammlung 1848/49 (Reichsbibliothek): Bestandsverzeichnis. Die Deutsche Bibliothek, Leipzig / Frankfurt am Main / Berlin, 1999, S. 6, S. 268.
4. ↑  Ursula Mende: Epilog: Die Musealisierung der Revolution. In: 1848: Das Europa der Bilder. Band II: Michels März. Germanisches Nationalmuseum, Nürnberg 1998, S. 301–326, hier S. 316.
5. ↑  Johannes Jacobi, Steffi Richter: Bibliothek der Deutschen Reichsversammlung 1848/49 (Reichsbibliothek): Bestandsverzeichnis. Die Deutsche Bibliothek, Leipzig / Frankfurt am Main / Berlin, 1999, S. 8.
6. ↑  Johannes Jacobi, Steffi Richter: Bibliothek der Deutschen Reichsversammlung 1848/49 (Reichsbibliothek): Bestandsverzeichnis. Die Deutsche Bibliothek, Leipzig / Frankfurt am Main / Berlin, 1999, S. 6.
7. ↑  Ursula Mende: Epilog: Die Musealisierung der Revolution. In: 1848: Das Europa der Bilder. Band II: Michels März. Germanisches Nationalmuseum, Nürnberg 1998, S. 301–326, hier S. 316.
8. ↑  Ursula Mende: Epilog: Die Musealisierung der Revolution. In: 1848: Das Europa der Bilder. Band II: Michels März. Germanisches Nationalmuseum, Nürnberg 1998, S. 301–326, hier S. 316/317.
9. ↑  Ursula Mende: Epilog: Die Musealisierung der Revolution. In: 1848: Das Europa der Bilder. Band II: Michels März. Germanisches Nationalmuseum, Nürnberg 1998, S. 301–326, hier S. 317/318.
10. ↑  Ursula Mende: Epilog: Die Musealisierung der Revolution. In: 1848: Das Europa der Bilder. Band II: Michels März. Germanisches Nationalmuseum, Nürnberg 1998, S. 301–326, hier S. 317/318.
11. ↑  Johannes Jacobi, Steffi Richter: Bibliothek der Deutschen Reichsversammlung 1848/49 (Reichsbibliothek): Bestandsverzeichnis. Die Deutsche Bibliothek, Leipzig / Frankfurt am Main / Berlin, 1999, S. 6/7.
12. ↑  Ursula Mende: Epilog: Die Musealisierung der Revolution. In: 1848: Das Europa der Bilder. Band II: Michels März. Germanisches Nationalmuseum, Nürnberg 1998, S. 301–326, hier S. 318.